# Natasha Lightfoot
Natasha Lightfoot est une historienne, conférencière, écrivaine et chercheuse américaine d'origine antiguaise. Elle est professeure associé à l'université de Columbia. Ses recherches portent sur l'histoire de l'esclavage et de l'émancipation dans le monde atlantique, l'histoire de la diaspora africaine et l'histoire des Caraïbes. 

## Biographie

### Enfance, formations et débuts
Natasha Lightfoot est née le 21 juin 1978 à New York. Elle grandit dans le Bronx. Ses parents  maintiennent des liens étroits avec  Antigua-et-Barbuda, leur pays d'origine, à travers des discussions politiques.  
Natasha Lightfoot fréquente la Cardinal Spellman High School dans le Bronx où elle obtient d'excellents résultats scolaires. Elle poursuit par un baccalauréat à l'université de Yale, où elle a été attirée par les études de histoire américaine et afro-américaine. Elle termine diplômée d'un doctorat en histoire de l'université de New York (NYU)  Elle fait en outre partie de la troupe de danse africaine et hip hop de l'école Rythmic Blue ,. Elle poursuit ses études et obtient en 2007 son titre de Docteur en Histoire de l'université de New York .

### Carrière
Après Yale, Natasha Lightfoot est élue à Phi Alpha Theta, une société d'honneur nationale d'histoire, en 1999. Elle reçoit plusieurs bourses dont celle de la Fondation Ford; du Gilder-Lehrman Center for the Study of Slavery, Abolition and Resistance; du Schomburg Center for Research in Black Culture et de l'American Antiquarian Society. 
Elle enseigne à l'université de Columbia, donne des conférences dans plusieurs universités et écrit pour plusieurs journaux et publications scientifiques
Natasha Lightfoot donne régulièrement des  conférences et  a écrit plus de 30 articles liées à la histoire de l'esclavage.

## Publications

### Livres
- (en) Natasha Lightfoot, Troubling Freedom: Antigua and the Aftermath of British Emancipation, Duke University Press, 19 novembre 2015 (ISBN 978-0-8223-7505-0, lire en ligne)[6]

### Publications
- (en) « History Can and Should Help Us Understand the Present », sur www.nytimes.com (consulté le 13 avril 2022)
- (en) Mia E. Bay, Farah J. Griffin, Martha S. Jones et Barbara D. Savage, Toward an Intellectual History of Black Women, UNC Press Books, 13 avril 2015 (ISBN 978-1-4696-2092-3, lire en ligne), « The Hart Sisters of Antigua: Evangelical Activism and “Respectable” Public Politics in the Era of Black Atlantic Slavery »
- (en) « Africa’s Legacy on Antigua’s Shores: The African Presence in Antiguan Cultural Identity », dans Henrique Cardim (dir.), Rubens Gama Dias Filho (dir.), A Herança Africana no Brasil e no Caribe/The African Heritage in Brazil and the Caribbean, Brasilia: Fundação Alexandre de Gusmão, 2011, p. 17-32
- (en) « Their Coats Were Tied Up Like Men’: Women Rebels in Antigua’s 1858 Uprising », Slavery & Abolition, vol. 31, no 4,‎ 2010, p. 527-545
- (en) « A Transnational Sense of “Home”: Twentieth-Century West Indian Immigration and Institution Building in the Bronx », Afro-Americans in New York Life and History, vol. 33,‎ 2009, p. 25-46
- (en) « If Not Now, When?: Lessons Learned from GSOC'S 2005-6 Strike », dans Monika Krause, Mary Nolan, Michael Palm, Andrew Ross, The University Against Itself: The NYU Strike and the Future of the Academic Workplace, Philadelphia, Temple University Press, p. 149-161
- (en) « The History of Mary Prince as a Historical Document of Slavery in Antigua and the British Empire », Antigua & Barbuda International Literary Festival Magazine, no 2,‎ 2011, p. 28-32
- (en) « Sunday Marketing, Contestations over Time, and Visions of Freedom among Enslaved Antiguans after 1800 », The C.L.R. James Journal: A Review of Caribbean Ideas, vol. 12, no 1,‎ 2007
- (en) Race, Class, and Resistance: The 1858 Riots and the Aftermath of Emancipation in Antigua, The University of the West Indies, 2004[7]